# The Source (album)
The Source (1986) – trzeci album Grandmaster Flash and the Furious Five.

## Spis utworów
1. Street Scene
2. Style (Peter Gunn Theme)
3. Ms. Thang
4. P.L.U. (Peace, Love and Unity)
5. Throwin' Down
6. Behind Closed Doors
7. Larry's Dance Theme (Part 2)
8. Lies
9. Fastest Man Alive
10. Freelance